# Regius Professor of Political Science (Essex)

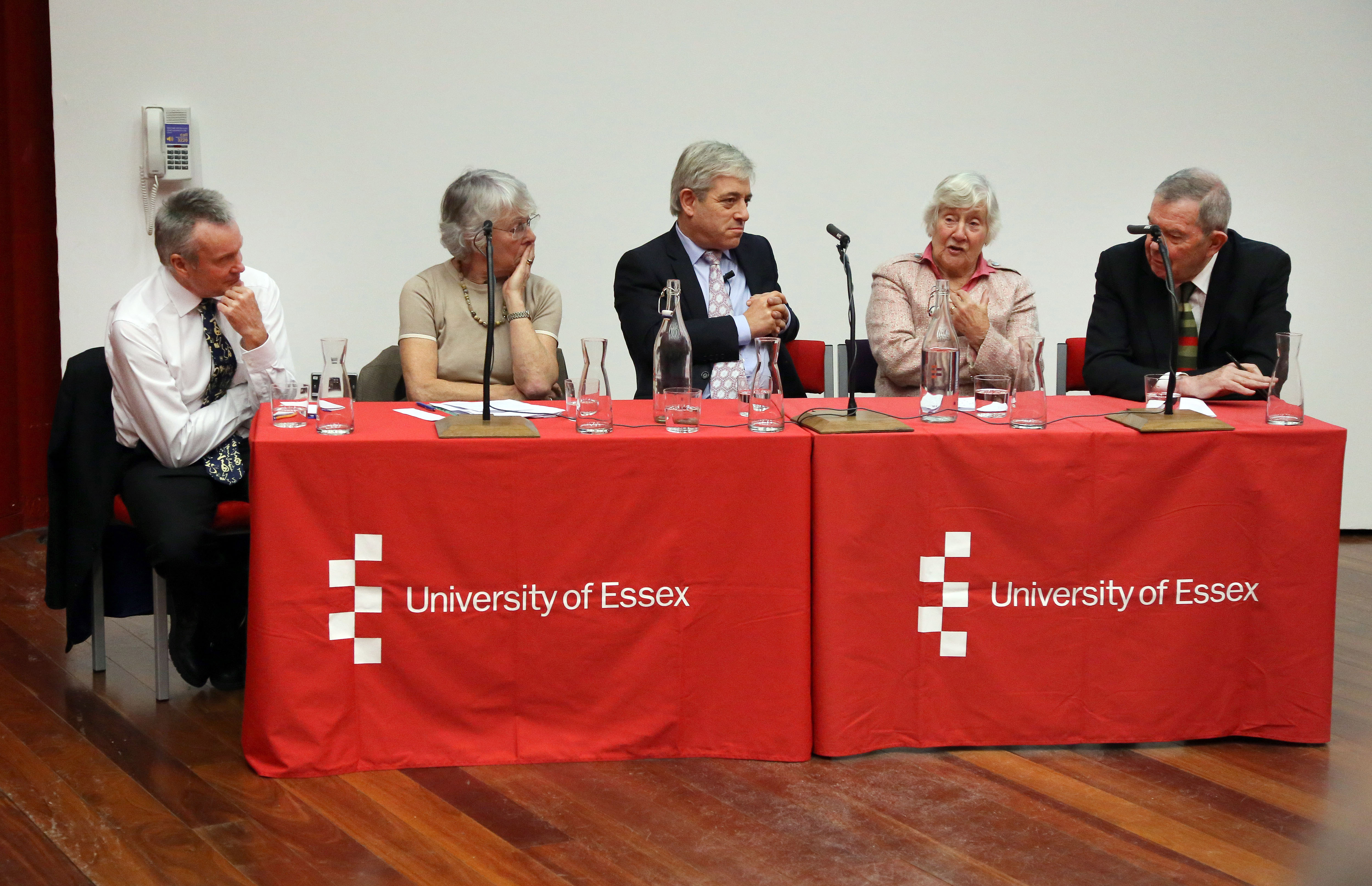
David Sanders (Links) – erste Regius Professor of Political Science

Der Regius Professor of Political Science, später auch Regius Professor of Government, ist eine 2013 von Elisabeth II. anlässlich ihres Thronjubiläums zur Regius Professur ernannte, aber schon zuvor bestehende Professur für Politikwissenschaft an der University of Essex. Es handelt sich um die einzige Regius-Professur für dieses Lehrfach.

## Geschichte der Professur
Als Königin Elisabeth II. in der Vorbereitung ihres diamantenen Thronjubiläums eine Kommission beauftragte, sechs Lehrstühle auszuwählen, die für eine Regius Professur infrage kämen, waren die Anträge so überzeugend, dass sie schließlich zwölf Professuren benannte. Eine davon war die Professur für Politikwissenschaften der University of Essex. Der erste Professor wurde David Sanders, der sich unter anderem als Mitherausgeber des British Journal of Political Science von 1990 bis 2008 einen Namen gemacht hatte. In der damals laufenden Brexit-Debatte setzte sich Sanders stark für den Verbleib des Vereinigten Königreichs in der Europäischen Union ein und rief den vormaligen Premierminister David Cameron dazu auf, die konservative Partei Großbritanniens zu spalten und eine zentristische Partei zu gründen, die Großbritannien in der EU halten würde.

## Inhaber
| Name                      | Namenszusatz | von  | bis  | Anmerkung |
| ------------------------- | ------------ | ---- | ---- | --- |
| David Sanders             | M.A.; Ph.D.  | 2014 | 2017 | |
| Kristian Skrede Gleditsch | M.A., Ph.D.  | 2017 |      | Der in Oslo geborene Friedensforscher Kristian Skrede Gleditsch hatte schon vor seiner Ernennung an der University of Essex gelehrt. |

## Regius Lectures
Um das Andenken an die erste Regius Professur der University of Essex zu bewahren, entschied die Universität einmal jährlich eine „Regius Vorlesung“ zu halten, an der führende Politologen einen Vortrag an der Universität halten würden.
| 2014 | David Sanders              | Britain’s attitude towards Europe and the European Union (EU) since 1945 |
| 2015 | Gary King                  | Reverse-Engineering Censorship in China                                  |
| 2016 |                            | Keine Vorlesung                                                          |
| 2017 | Helen Milner               | The Politics of Globalization: The World Economy and Domestic Politics   |
| 2018 | Janet M. Box-Steffensmeier | The Importance of Studying Difference and Change in the Social Sciences  |